# タイムマイン
『タイムマイン』（原題: Clockstoppers）は、アメリカ合衆国の映画。WOWOWでの放送題は『クロックストッパーズ』。

## あらすじ
高校生ザック・ギブスは、父が発明した"時間を止めることのできる"腕時計を見つける。その腕時計をつけることにより、通常の25倍の速度で移動できるようになるため、客観的に見れば、時間が止まっているように見えるものだった。ザックはさっそく恋人のフランチェスカとその腕時計を用いたいたずらをするが、その腕時計を狙う者が忍び寄っていた。

## キャスト
| 役名             | 俳優                               | 日本語吹替                                                                                |
| ---------------- | ---------------------------------- | ----------------------------------------------------------------------------------------- |
| ザック・ギブス   | ジェシー・ブラッドフォード         | 猪野学                                                                                    |
| ドップラー       | フレンチ・スチュワート             | 佐藤祐四                                                                                  |
| フランチェスカ   | ポーラ・ガーセス                   | 甲斐田裕子                                                                                |
| ゲイツ           | マイケル・ビーン                   | てらそままさき                                                                            |
| ジョージ・ギブス | ロビン・トーマス                   | 内田直哉                                                                                  |
| ジェニー・ギブス | ジュリア・スウィーニー             |                                                                                           |
| ミーカーズ       | ギャリカイ・ムタンバーワ           |                                                                                           |
|                  | ジャネット・ゴールドスタイン       |                                                                                           |
|                  | ジェイソン・ウィンストン・ジョージ |                                                                                           |
| その他           |                                    | 西脇保 込山順子 長克巳 渡辺明乃 西前忠久 柳沢真由美 隈本吉成 水野光太 片桐真衣 大畑伸太郎 |